# Щелкун вдавленный
Щелкун вдавленный (лат. Ligmargus depressus) — вид щелкунов подсемейства Hypnoidinae.

## Распространение
Встречается в Сибири, от Алтая до берегов Тихого океана.

## Описание
Жуки имеют чёрное уплощенное тело длиной 6-8,1 мм. Переднеспинка поперечная, покрыта мелкими точками. Ноги рыжевато-бурые.
Личинки длиной до 15 мм развиваются в прибрежных биотопах.